# Paracodrus
Paracodrus är ett släkte av steklar som beskrevs av Jean-Jacques Kieffer 1907. Paracodrus ingår i familjen svartsteklar.
Släktet innehåller bara arten Paracodrus apterogynus.